# Adiantum fructuosum
Adiantum fructuosum är en kantbräkenväxtart som beskrevs av Kze. Adiantum fructuosum ingår i släktet Adiantum och familjen Pteridaceae. Inga underarter finns listade.